# Himmelkron
Himmelkron – miejscowość i gmina w Niemczech, w kraju związkowym Bawaria, w rejencji Górna Frankonia, w regionie Oberfranken-Ost, w powiecie Kulmbach. Leży nad Menem, przy autostradzie A9, drodze B303 i linii kolejowej Monachium – Drezno i Bad Berneck im Fichtelgebirge-Hof.
Gmina położona jest 12 km na południowy wschód od Kulmbach, 35 km na południowy zachód od Hof i 12 km na północ od Bayreuth.

## Dzielnice
W skład gminy wchodzą trzy dzielnice:
- Gössenreuth
- Himmelkron
- Lanzendorf

## Demografia
| Rok  | Liczba mieszk. |
| ---- | -------------- |
| 1970 | 2.513          |
| 1987 | 2.833          |
| 2000 | 3.433          |
| 2006 | 3.523          |

## Polityka
Wójtem jest Gerhard Schneider. Rada gminy składa się z 17 członków:
|      | CSU/Wolni Wyborcy | SPD | Bezpartyjna Grupa Wyborcza | Wolna Grupa Wyborców | Razem     |
| 2002 | 7                 | 3   | 4                          | 3                    | 17 miejsc |

## Zabytki i atrakcje
- klasztor Himmelkron
- aleja lipowa (Baille-Maille-Lindenallee)

## Galeria

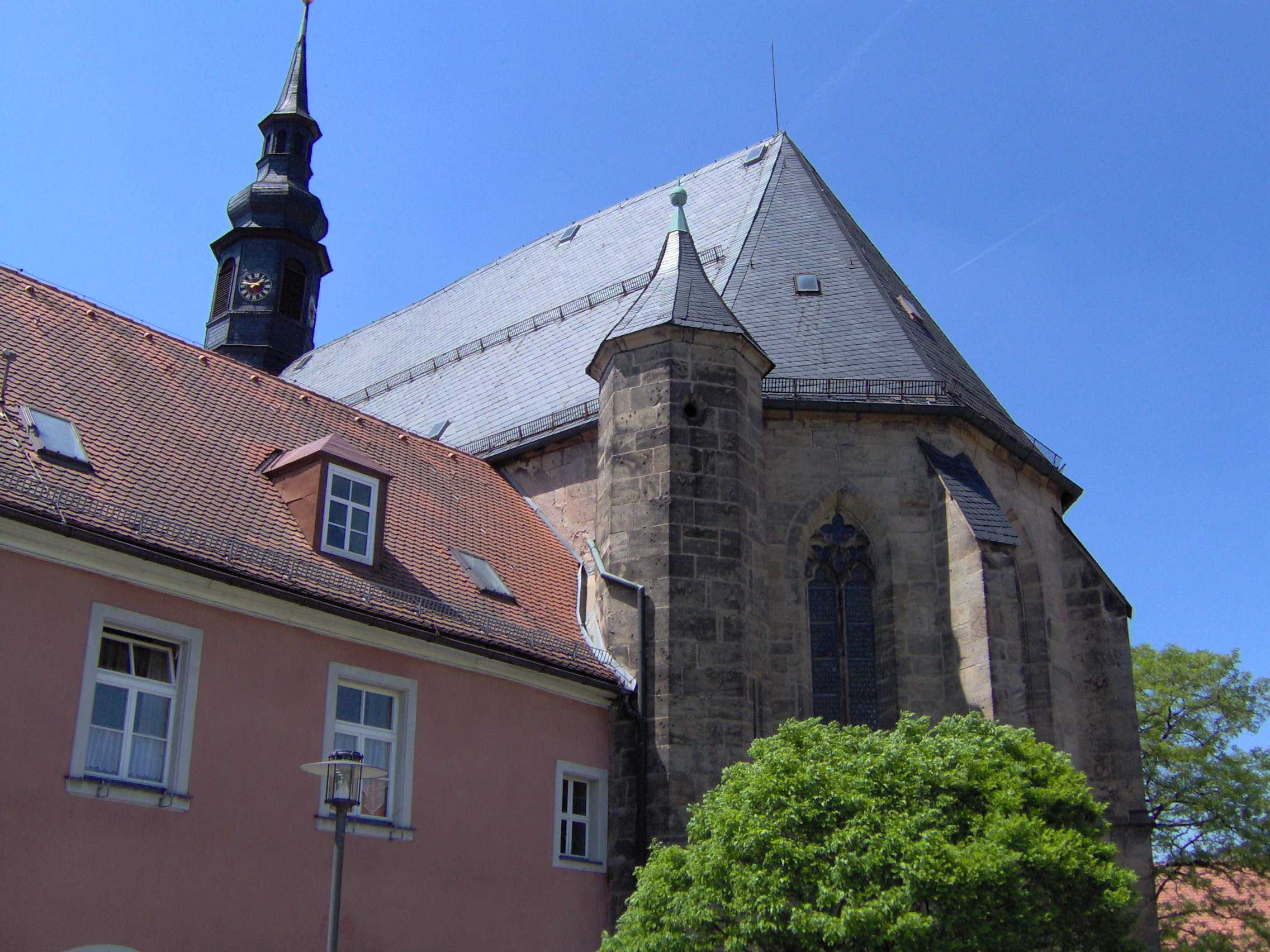
Kościół przyklasztorny
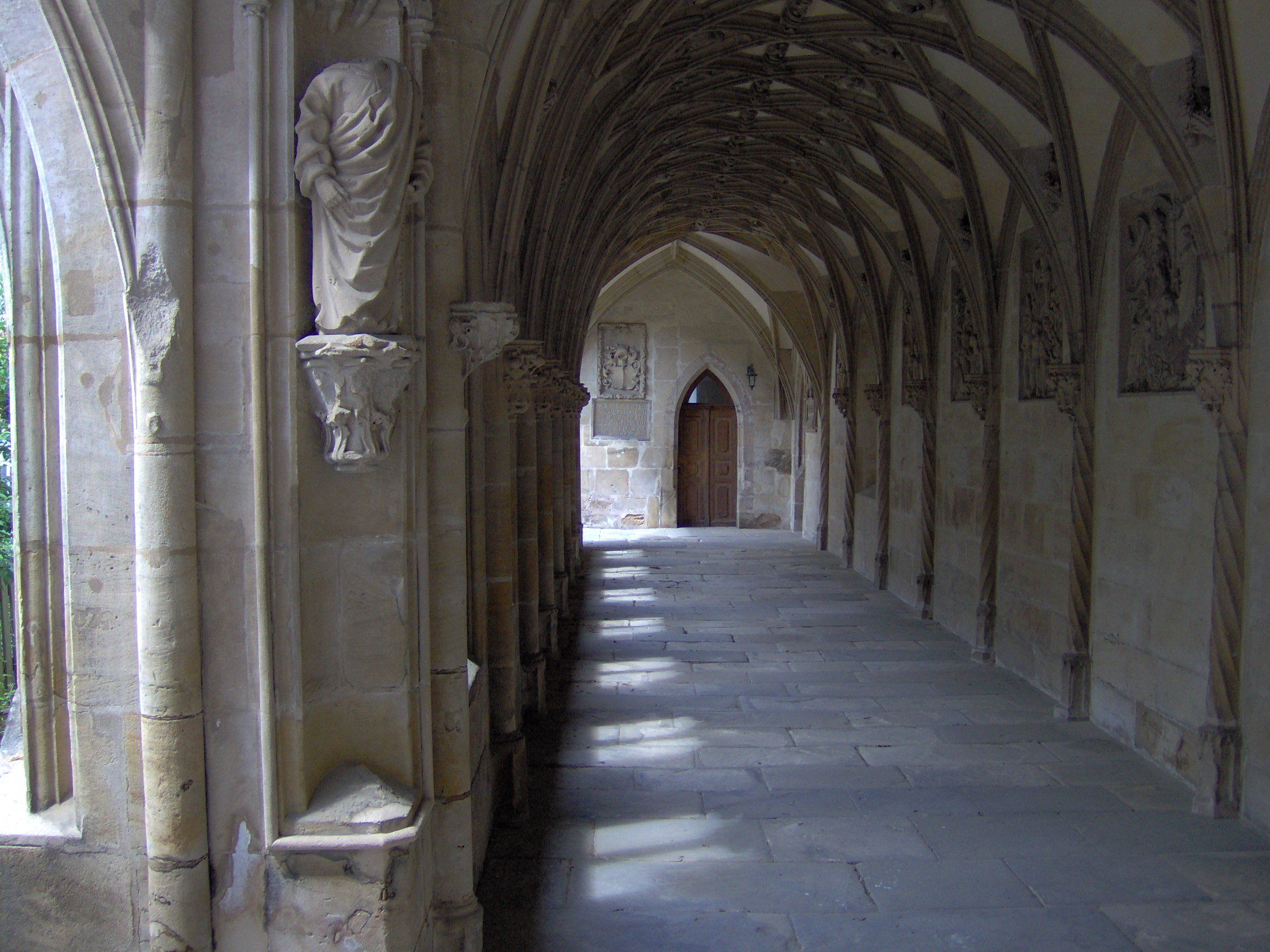
Krużganki